# Attentato di Ottawa del 2014
L'attentato di Ottawa del 2014 fu una serie di sparatorie che ebbero luogo il 22 ottobre 2014 sulla collina del Parlamento ad Ottawa. Il caporale Nathan Cirillo, soldato dell'esercito canadese, che si trovava come sentinella d'onore presso il National War Memorial (Monumento nazionale ai caduti), cadde sotto i colpi di arma da fuoco di tale Michael Zehaf-Bibeau. Quest'ultimo quindi entrò nel vicino edificio del Parlamento del Canada, ove i deputati si trovavano in seduta. Dopo aver lottato con il poliziotto all'ingresso, Zehaf-Bibeau corse all'interno e venne colpito a morte dal personale addetto alla sicurezza. Fu colpito trentun volte da sei guardie e morì sul posto. A seguito delle sparatorie il centro di Ottawa fu bloccato dalla polizia, che si mise alla ricerca di altri eventuali potenziali attentatori.
L'attentatore Michael Zehaf-Bibeau era un trentaduenne criminale tossicodipendente canadese di Montreal. Era stato notato anche per il suo comportamento anomalo. Al momento della sparatoria Zehaf-Bibeau aveva progettato di lasciare il Canada per il Medio Oriente e viveva presso un ricovero per senza-tetto in Ottawa, in attesa di ottenere il passaporto. Zehaf-Bibeau girò un filmato prima dell'attacco, nel quale esprimeva il desiderio di "uccidere qualche soldato" motivando il fatto con "la politica del Canada e il proprio credo religioso".  Egli aveva precedentemente espresso sostegno ai jihadisti che resistevano agli interventi occidentali nel Medio Oriente, ma non era noto alla polizia come terrorista. Secondo sua madre l'attentato fu "l'ultimo atto disperato" di un uomo affetto da disordine mentale che si era sentito in trappola. Alcune organizzazioni musulmane canadesi condannarono l'attentato.
Classificato dalla Regia Polizia Canadese a Cavallo (RCMP) come atto terroristico secondo il Codice Penale canadese, l'attentato fu la più grave violazione della sicurezza al Parliament Hill dallo scoppio della bomba di Paul Joseph Chartier del 1966. Esso ebbe luogo due giorni dopo che un uomo aveva utilizzato la propria automobile per investire due soldati a Saint-Jean-sur-Richelieu, Québec, uccidendone uno.
I due incidenti, che attirarono l'attenzione internazionale, sollevarono la questione dell'efficacia dell'azione della polizia nel prevenire attacchi terroristici, della prevenzione della radicalizzazione e delle misure di sicurezza nei luoghi dei parlamenti nazionale e provinciali. Il governo canadese aveva già preparato una legge per aumentare l'anonimità dei luoghi delle corti e i poteri di sorveglianza del Canadian Security Intelligence Service (CSIS), l'agenzia di intelligence canadese, che avrebbe dovuto entrare in vigore proprio il giorno delle sparatorie e che gli eventi fecero posporre. Il governo introdusse nuove misure anti-terrorismo con la legge anti-terrorismo del 2014. La sicurezza al Parliament Hill è in corso di miglioramento. Il 3 dicembre 2014 è stato segnalato che gli agenti dello RCMP portano ora visibilmente il mitra nei pressi della collina del Parlamento come tangibile esempio della maggior sicurezza.